# Nitzer Ebb
Nitzer Ebb [ˈnaɪt͡sər ɛb] ist ein EBM-Projekt, das 1982 in Chelmsford (England) von den Teenagern Bon Harris, David Gooday und dem Leadsänger Douglas McCarthy gegründet wurde. Mit der Wahl des Bandnamens und dem für die englische Sprache ungewöhnlichen „tz“ wollten sich Nitzer Ebb von der britischen Musikszene abgrenzen.

## Geschichte

### 1982–1997
1985 erschien auf dem bandeigenen Label Power of Voice die Single Isn’t It Funny How Your Body Works. Den ersten Erfolg und die erste Beachtung in den Fachmagazinen erfuhr das jugendliche Trio mit ihrem Debütalbum That Total Age auf Mute Records, dem Label von Daniel Miller, auf dem unter anderem Depeche Mode unter Vertrag stehen. Als Vorgruppe von Depeche Mode auf der Europatournee 1988 erregten Nitzer Ebb vor allem in Deutschland, Frankreich, Belgien und Skandinavien Aufmerksamkeit.
Nach einigen Umbesetzungen reduzierte sich das Trio auf Bon Harris und Douglas McCarthy. Das nächste Album Showtime (1990) enthält die meistverkauften Single-Auskoppelungen Lightning Man und Getting Closer. Es folgte eine ausgedehnte Welt-Tournee, ein Höhepunkt für Nitzer Ebb. Ein Jahr später erschien die EP As Is, inklusive des von Alan Wilder produzierten Come Alive. 1992 wirkte McCarthy bei dessen Seitenprojekt Recoil mit und nahm das Alex-Harvey-Cover Faith Healer auf. Das Experimentieren mit Rockelementen auf dem nächsten von Flood und Alan Wilder produzierten Album Ebbhead wurde von vielen Fans kritisiert und die Verkaufszahlen erreichten im Vergleich zu den vorangehenden Werken einen Tiefpunkt. Der musikalische Wendepunkt mit Big Hit sollte 1995 für einen Umschwung sorgen, der allerdings das Gegenteil erreichte. Die Mitglieder von Nitzer Ebb gingen anschließend getrennte Wege.

### 1997–2006: Aktivitäten nach der Trennung
Bon Harris tauchte später als Produzent bei Marilyn Manson und The Smashing Pumpkins auf. Sänger McCarthy erschien 1997 erneut an der Seite von Alan Wilder bei Recoil und wirkte bei zwei Titeln auf dem Album Unsound Methods gesangstechnisch mit. Nach seiner Hochzeit begann der mittlerweile 30-jährige McCarthy mit einem Studium der Design- und Filmwissenschaft in Cambridge. Nach seinem erfolgreichen Abschluss arbeitete er als Video- und Filmdesigner in London.
Fünf Jahre später überredete der französische Techno-DJ Terence Fixmer – ein Fan von Nitzer Ebb – McCarthy zu einer Zusammenarbeit. Für Novamute erstellte Fixmer zunächst einen Remix von Let Your Body Learn; die B-Seite beinhaltet einen Hacker-Remix von Control I’m Here. Unter anderem existieren auch Remixe von Shame und Join in the Chant von Derrick May und T. Heckmann. Unter dem Projekt-Namen Fixmer/McCarthy erschienen später die Alben Between the Devil (2004) und Into the Night (2008).

### 2006–2012: Das Comeback
Nach zahlreichen Bitten entschlossen sich Bon Harris und Douglas McCarthy wieder gemeinsam als Nitzer Ebb aufzutreten. Ihr erstes Reunion-Konzert fand vor mehreren tausend Besuchern auf dem Wave-Gotik-Treffen im Juni 2006 statt. Bei Mute Records wurde dieses Comeback mit dem Best-of-Album Body of Work 1984-1997 gewürdigt, begleitet von einer Tournee mit zahlreichen Auftritten im Jahr 2006. Seit September 2007 ist auch wieder Jason Payne Mitglied von Nitzer Ebb. Jason Payne war bereits 1995 Mitglied von Nitzer Ebb.
2007 und 2008 traten Nitzer Ebb auf Festivals und in Clubs auf. Im Jahr 2009 gingen sie wieder auf Tour mit vier Auftritten in Europa im Juni sowie sieben Konzerten in Amerika im November. Anfang 2010 waren Nitzer Ebb als Vorgruppe von Depeche Mode zu sehen. Parallel dazu führte sie ihre Industrial-Complex-Tournee auch als Headliner durch Europa.
Nitzer Ebb veröffentlichten am 22. Januar 2010 ihr aktuelles Album Industrial Complex.
Mitte 2011 tourten Nitzer Ebb zusammen mit der deutschen Band Die Krupps durch Europa und veröffentlichten zusammen mit dieser die auf 500 Stück limitierte EP Join in the Rhythm of Machines. Diese beinhaltet 4 Lieder, von welchen jeweils zwei von Nitzer Ebb und zwei von Die Krupps komponiert wurden. Die Lieder wurden jeweils von der anderen Band neu produziert. Die EP wurde nur auf der Tour verkauft und jedes Exemplar handschriftlich von beiden Bands signiert.
Im November 2012 erschien die erste DVD von Nitzer Ebb auf den Markt. Auf NE+HH: Live at the Markthalle ist das Konzert von Nitzer Ebb vom 29. Dezember 2011 in der Hamburger Markthalle zu sehen.
In der im Jahr 2012 andauernden künstlerischen Pause von Nitzer Ebb widmete sich Douglas McCarthy seinem Solodebüt, welches am 23. November 2012 unter dem Namen Kill Your Friends auf Pylon Records erschien.

### 2018: Zweites Comeback
Am 30. Juli 2018 wurde via der neuen Webseite Nitzer Ebb Produkt und der neuen Facebook-Seite bekannt gegeben, dass Nitzer Ebb / Nitzer Ebb Produkt in Gründungsbesetzung (Douglas McCarthy, Bon Harris, David Gooday) und dem zeitweiligen Mitglied Simon Granger zurück sind.
Eingeleitet wurde dieses erneute Comeback mit der Wiederveröffentlichung sämtlicher auf Mute-Records erschienenen Platten als Boxset (plus Bonusmaterial) auf dem Label Pylon-Records.
Seit Dezember 2018 sind Nitzer Ebb wieder regelmäßig auf Tour.
Im März 2024 kündigte Douglas McCarthy an, aus gesundheitlichen Gründen vorerst nicht mehr mit Nitzer Ebb aufzutreten. Die Band spielt aber weiterhin Konzerte ohne McCarthy.

## Einflüsse
Zu den musikalischen Vorbildern von Nitzer Ebb zählen unter anderem DAF, Kraftwerk, Einstürzende Neubauten, Die Krupps und Malaria!. Aus einer einmaligen Zusammenarbeit mit Die Krupps resultierte im Jahr 1989 The Machineries of Joy, ein Remake des Titels Wahre Arbeit – Wahrer Lohn, der einen Achtungserfolg in den US Billboard Dance Charts hatte.

## Diskografie

### Alben
- 1983: Basic Pain Procedure (Demoaufnahme)
- 1987: That Total Age
- 1989: Belief
- 1990: Showtime
- 1991: Ebbhead
- 1995: Big Hit
- 2010: Industrial Complex

### Singles
- 1985: Isn't It Funny How Your Body Works
- 1985: Warsaw Ghetto
- 1985: So Bright, So Strong
- 1986: Get Clean
- 1986: Murderous
- 1987: Let Your Body Learn
- 1987: Join In The Chant
- 1988: Control I'm Here
- 1988: Hearts And Minds
- 1989: Shame
- 1990: Lightning Man
- 1990: Fun To Be Had
- 1990: Getting Closer
- 1991: Family Man
- 1991: I Give To You
- 1991: Godhead
- 1992: Ascend
- 1995: Kick It
- 1995: I Thought
- 1995: Cherry Blossom

### EPs
- 1991: As Is
- 2011: Join in the Rhythm of Machines (zusammen mit Die Krupps)

### Kompilationen
- 1988: So Bright So Strong
- 2006: Body of Work - 1984 - 1997
- 2006: Body Rework - Remixes
- 2010: The Catalogue [5-CD-Box-Set]
- 2010: The Compilation [3-CD-Box-Set]
- 2018: 1982-2010 [LP-Box-Set]

### Videoalben
- 2012: NE+HH: Live at the Markthalle